# 甸桥
甸桥俗称殿桥、头条桥，是一座单孔石拱桥，位于中国江苏省常熟市西门外，跨山前塘，南北走向，花岗石桥面。长34米，宽3米，高5.6米。明代始建，清嘉庆二十二年（1817年）和1919年两度重修。1982年11月17日，甸桥公布为常熟市文物保护单位
。 